# Säkylä
Säkylä [ˈsækylæ] ist eine Gemeinde mit 6419 Einwohnern (Stand 31. Dezember 2022) in Südwestfinnland. Sie liegt rund 200 Kilometer nordwestlich der Hauptstadt Helsinki am Ostufer des Sees Pyhäjärvi in der Landschaft Satakunta. Etwa ein Viertel der Gemeindefläche wird von Binnengewässern eingenommen.

## Gemeinde
Am 1. Januar 2016 wurde Köyliö nach Säkylä eingemeindet.
Die Gemeinde Säkylä besteht seit 1869 und umfasst die Orte Uusikylä, Iso-Säkylä, Korpi, Löytäne, Pyhäjoki, Vähä-Säkylä, Huovinrinne, Iso-Vimma, Karhusuo, Sydänmaa und Moisio. Seit der Eingemeindung Köyliös gehören zudem die Dörfer Köyliö  Ehtamo, Hankaankorpi, Huhti, Järvenpää, Kankaanpää, Karhia, Kepola, Köyliönsaari, Lähteenkylä, Pajula, Pehula, Puolimatka, Tuiskula, Tuohiniemi, Uusimaa, Vellinkylä, Vinnari, Voitoinen, Vuorenmaa und Yttilä zur Gemeinde Säkylä.

## Wappen
Beschreibung des Wappens: Im  blauen Wappen ist eine silberne Bockwindmühle.

## Sonstiges
Von großer Bedeutung ist die Lebensmittelindustrie, insbesondere die Werke der Unternehmen Apetit (vormals Lännen Tehtaat) und HKScan (vormals HK Ruokatalo).
Die Kaserne im Ortsteil Huovinrinne ist der Standort der finnischen Schnelleingreifftruppe, die aus freiwilligen Reservisten und Stammpersonal der "Pori-Brigade" (Porin Prikaati) zusammengestellt wird (Finnish Rapid Deployment Force; finnisch: Suomen Kansainvälinen Valmiusjoukko). Porin prikaati ist einer der traditionsreichsten finnischen Heeresverbände. Der Flaggvorgänger der Einheit, Björneborgs läns infanteriregemente, wurde am 16. Februar 1626 durch Gustav II. Adolf gegründet.

## Partnerschaften
Säkylä unterhält Partnerschaften zu den Gemeinden Karlsborg (Schweden) und Kabala (Estland).